# Noel Mbo
Noel Mbo, född 14 mars 1999 är en engelsk-kongolesisk fotbollsspelare som senast spelade.